# Real Unión de Tenerife Tacuense
El Real Unión de Tenerife Tacuense es la sección femenina del Real Unión de Tenerife, entidad de la ciudad de Santa Cruz de Tenerife. Actualmente milita en la Segunda División Femenina de España.
Fue fundado en 1998 con el nombre de Unión Deportiva Tacuense en la localidad de Taco, perteneciente al municipio de San Cristóbal de La Laguna. Llegó a disputar 
la primera división femenina de España en la temporada 2016-17 y permaneció como equipo independiente hasta que en verano de 2020 tras una absorción por fusión se convirtió en la sección femenina del Real Unión de Tenerife.

## Historia del Club
La UD. Tacuense femenino se fundó en el año 1998 y tan solo tarda cuatro temporadas en conseguir su primer importante ascenso a la Segunda División Nacional en el año 2001.
Quince temporadas más tarde (2016), cosecha el mayor de sus hitos, disputando la competición más importante del fútbol español: la Primera División. Desde entonces han sido muchas las participaciones en competición y campeonatos ligueros (2008-2009, 2010-2011 y 2011-2012, 2015 -2016, 2017- 2018). El año 2009 fue especial puesto que recibieron por parte del Ayuntamiento de San Cristóbal de La Laguna el premio al mejor equipo femenino del municipio.
En el año 2011, la UD Tacuense creó la primera y única escuela actual de futbol en Canarias, registrada oficialmente y donde participan seis equipos desde la categoría alevines. Nuestro club hace un trabajo de formación importante que, a la postre, se ve reflejado no solo en el trabajo interno sino también en las convocatorias con la selecciones española y canaria de fútbol.
Nuestra institución ha sido pionera también en la integración social. De hecho contamos con un proyecto de deporte incluso a nivel regional en el que se participa un equipo con integrantes sordos desde el año 2017. 15 deportistas junto a su cuerpo técnico que el próximo año, además, participarán en competición de fútbol 8.La UD  A. Tacuense femenino se fundó en el año 1998 y tan solo tarda cuatro temporadas en conseguir su primer importante ascenso a la Segunda División Nacional en el año 2001. Quince temporadas más tarde (2016), cosecha el mayor de sus hitos, disputando la competición más importante del fútbol español: la Primera División. Desde entonces han sido muchas las participaciones en competición y campeonatos ligueros (2008-2009, 2010-2011 y 2011-2012, 2015 -2016, 2017- 2018). El año 2009 fue especial puesto que recibieron por parte del Ayuntamiento de San Cristóbal de La Laguna el premio al mejor equipo femenino del municipio.
En el año 2011, la UD Tacuense creó la primera y única escuela actual de futbol en Canarias, registrada oficialmente y donde participan seis equipos desde la categoría alevines. Nuestro club hace un trabajo de formación importante que, a la postre, se ve reflejado no solo en el trabajo interno sino también en las convocatorias con la selecciones española y canaria de fútbol.
Nuestra institución ha sido pionera también en la integración social. De hecho contamos con un proyecto de deporte incluso a nivel regional en el que se participa un equipo con integrantes sordos desde el año 2017.

### Sección femenina del Real Unión de Tenerife
Ante la falta de apoyos económicos e institucionales el club se vio obligado a buscar opciones que garantizaren su supervivencia. En 2019 el Tacuense sería una de las entidades que el Club Deportivo Tenerife sopesó a la hora de formar su equipo femenino. Aunque existieron negociaciones estas no prosperaron pues el club blanquiazul no estaba dispuesto a integrar en su estructura a todos los equipos del Tacuense sino solo a uno. En lo deportivo la temporada 2019-20 para la Unión Deportiva Tacuense no marchaba bien y ocupaba la decimoquinta plaza, posición de descenso, cuando tras veintidós jornadas disputadas la pandemia de coronavirus obligó a suspender la competición en marzo de 2020. En pleno confinamiento nacional se anunció un acuerdo de colaboración entre Real Unión de Tenerife y Tacuense que acabaría fructificando en una fusión entre ambos que se haría efectiva en agosto. El histórico club chicharrero absorbió todos los equipos del Tacuense que pasaron a constituir su sección femenina. Desde ese momento adoptaron sus colores, su escudo, y dejaron Taco y el municipio de La Laguna para trasladarse al barrio de La Salud de Santa Cruz de Tenerife. Sus diferentes equipos femeninos competirán bajo el nombre de Real Unión de Tenerife Tacuense.

## Instalaciones
La UD Tacuense juega sus partidos como local en el estadio Pablos Abril situado en la calle Santo Tomás de Aquino, s/n dentro del complejo deportivo Montaña de Taco del barrio lagunero de Taco. Dicho recinto cuenta con una capacidad de unos 2.500 espectadores con un campo de fútbol 11 de césped artificial y un anexo de fútbol 8 para las categorías de base también de césped artificial.

## Filial
La UD Tacuense cuenta con la mayor cadena de filiales y cantera de fútbol femenino de las Islas Canarias. Esta temporada 2016/17 contará, además del primer equipo de la primera división femenina de España, con un equipo "B" en segunda división, un equipo "C" en Segunda División "B", además de equipos de formación base en categoría infantil, alevín y benjamín, este último comenzando su andadura en la temporada 2019/2020.

## Uniforme
- Local: camiseta azul con ribetes blancos , pantalones azul y medias blancas.
- Alternativo: camiseta roja, pantalones rojos y medias rojas.

## Trayectoria deportiva
| Temporada | Liga           | Liga            | Liga | Liga | Liga | Liga | Liga | Liga | Liga | Copa de la Reina | Champions League |
| Temporada | Div            | Pos.            | J    | G    | E    | P    | GF   | GC   | Pts  | Copa de la Reina | Champions League |
| --------- | -------------- | --------------- | ---- | ---- | ---- | ---- | ---- | ---- | ---- | ---------------- | ---------------- |
| 2002-03   | 2.ª División   | 5.º             | 22   | 13   | 1    | 8    | 60   | 44   | 40   | -                | -                |
| 2003-04   | 2.ª División   | 5.º             | 26   | 14   | 10   | 2    | 52   | 28   | 52   | -                | -                |
| 2004-05   | 2.ª División   | 2.º             | 22   | 16   | 5    | 1    | 76   | 18   | 53   | -                | -                |
| 2005-06   | 2.ª División   | 5.º             | 26   | 14   | 3    | 9    | 63   | 42   | 45   | -                | -                |
| 2006-07   | 2.ª División   | 2.º             | 26   | 21   | 0    | 5    | 89   | 30   | 63   | -                | -                |
| 2007-08   | 2.ª División   | 2.º             | 24   | 19   | 4    | 1    | 83   | 13   | 61   | -                | -                |
| 2008-09   | 2.ª División   | 1.º             | 26   | 24   | 0    | 2    | 135  | 22   | 72   | -                | -                |
| 2009-10   | 2.ª División   | 2.º             | 20   | 15   | 3    | 2    | 101  | 23   | 48   | -                | -                |
| 2010-11   | 2.ª División   | 1.º             | 22   | 18   | 2    | 2    | 96   | 9    | 56   | -                | -                |
| 2011-12   | 2.ª División   | 1.º             | 18   | 17   | 0    | 1    | 76   | 17   | 52   | -                | -                |
| 2012-13   | 2.ª División   | 2.º             | 16   | 11   | 3    | 2    | 59   | 16   | 36   | -                | -                |
| 2013-14   | 2.ª División   | 2.º             | 22   | 20   | 0    | 2    | 95   | 13   | 60   | -                | -                |
| 2014-15   | 2.ª División   | 2.º             | 24   | 19   | 3    | 2    | 101  | 12   | 60   | -                | -                |
| 2015-16   | 2.ª División   | 1.º             | 24   | 21   | 2    | 1    | 155  | 8    | 65   | -                | -                |
| 2016-17   | 1.ª División   | 16.º            | 30   | 3    | 6    | 21   | 22   | 85   | 15   | -                | -                |
| 2017-18   | 2.ª División   | 1.º             | 26   | 24   | 0    | 2    | 144  | 13   | 72   | -                | -                |
| 2018-19   | 2.ª División   | 2.º             |      |      |      |      |      |      |      |                  |                  |
| 2019-20   | 1.ª División B | 15°             |      |      |      |      |      |      |      | -                | -                |
| 2020-21   | 2.ª División   | 6° Zona Sur "C" |      |      |      |      |      |      |      | -                | -                |

Temporada 2015/2016
El primer equipo consigue el hito más importante de toda su andadura como club, ascender a la 1.ª División del fútbol femenino. Durante la fase regular, tan solo pierde un partido, cosechando 21 victorias y 3 empates. En la fase de ascenso, se enfrenta en primer lugar al Madrid CFF en semifinales que logra derrotar y finalmente contra el equipo Seagull catalán donde se impone por 0-2 en tierras catalanas. De esta forma, la UD.Tacuense se convierte en el segundo equipo insular junto al Granadilla Egatesa en disputar la mayor competición de fútbol femenino en España.
Temporada 2016/2017
El UD.Tacuense empieza su andadura en la 1.ªdivisión del fútbol femenino con el claro objetivo de salvar la categoría. No obstante, el equipo azulón no logra permanecer en la categoría de oro del fútbol español. La escuadra acaba la temporada con 3 victorias, 6 empates y 21 derrotas. Una victoria meritoria del equipo se da en el mes de marzo del 2017 cuando el UD.Tacuense logra vencer como local en el campo del Pablos Abril al Levante UD Femenino por un marcador de 3-1. Todo un logro deportivo, teniendo en cuenta el fuerte potencial del equipo levantino como uno de las escuadras más importantes del fútbol femenino en España y la clara diferencia presupuestaria. Igualmente, algunos resultados demostraron que el equipo siguió siendo competitivo hasta las últimas jornadas ligueras con resultados meritorios como un empate 0-0 con el RCD Espanyol o la derrota por la mínima 1-2 contra el equipo azulgrana del FC. Barcelona. Además, la presencia de dos clubes canarios de la isla de Tenerife en la categoría permitió el desarrollo de dos derbis. Especial atención fue el de la segunda vuelta donde se vivió un partido histórico ya que el encuentro se celebró en el estadio Heliodoro Rodríguez López donde juega el C.D Tenerife. Se abría por primera vez un en estadio de primera para acoger un partido de Fútbol femenino de primer nivel y que acogió aproximadamente a 7.500 personas y que se llevó finalmente el equipo de Tenerife Egatesa. Aun así, el equipo finalmente confirmó su descenso de categoría en la jornada 29 tras perder ante el Fundación Albacete por un global de 2-1, equipo también implicado en la lucha por la salvación de la categoría de oro.
Temporada 2018/2019
El UD Tacuense quedó en segunda posición del grupo canario por detrás del UDG Tenerife B. Jugó el partido de campeón de Canarias contra el equipo grancanario del C.D. Femarguín en la modalidad de doble partido aunque fue derrotado. Con la cesión de la plaza del UDG Tenerife B para jugar la eliminatoria de ascenso a la Liga Iberdrola, el UD. Tacuense tuvo esa oportunidad. No obstante, sin previo aviso y tal como anunciaba deporpress.com "la secretaría general de la RFEF ha ratificado que el equipo grancanario Juan Grande, en su condición de mejor segundo clasificado de la liga de Segunda División femenina, es el equipo que deberá la fase de ascenso a Primera. Paradójicamente, en el sorteo público realizado el pasado 23 de abril, este club tendrá que disputar la primera eliminatoria, en partido a doble vuelta, contra el otro conjunto grancanario, el Femarguín, enfrentamiento programado para este domingo, a las doce del mediodía en el campo de Arguineguín. El escrito dirigido a la Federación Canaria, de siete folios de extensión, es respuesta al remitido pocas horas después de que se efectuara el sorteo. En el mismo se planteaba la posibilidad de que la plaza del Juan Grande pudiera ser ocupada por el Tacuense al plantearse una «vulneración del principio de legítima confianza» al haber participado en una eliminatoria de una competición de ámbito estatal, convencido de que lo hacía con todas las garantías y efectos emanantes de dicha participación. Según el escrito de la RFEF, y basándose en el artículo 201 del Reglamento General, «no debe albergarse duda alguna, en el presente caso, Tacuense y Juan Grande se encontraban empatados a 72 puntos, lo que determinaba, con carácter imperativo, acudir al conocido «golaverage» y que, con claridad cegadora determinaba como mejor segundo al Juan Grande CD». En otro apartado se añade: «Desde un punto de vista objetivo resulta incontestable que el Juan Grande CD reúne mayores méritos deportivos». Ahondando en el tema, y en referencia a la implicación del Tacuense, se esgrime que «no se puede premiar con una segunda posibilidad de ascender a quien no ha resultado ser el mejor segundo de la categoría. La disputa del Tacuense del encuentro para determinar el campeón del Grupo Canario se debió a la retirada del campeón del subgrupo, el Granadilla-Tenerife, y no a ninguna acción meritoria del Tacuense».
- Copa Toni Ayala
Se trata de un campeonato que se juega por primera vez en la isla como tributo al ex-seleccionador del equipo del Granadilla Egatesa que por motivos de salud tuvo que apartarse de la disciplina deportiva la presente campaña. La copa se juega bajo la modalidad de eliminatorias. El UD Tacuense llega a la final junto al UDG Tenerife B. El partido se celebra en el Campo de la Salud ante unos 300 espectadores y lo consigue ganar la escuadra sureña por un total de 0 a 6, consiguiendo de esta manera un doblete en la temporada proclamándose vencedor del título de Liga y la Copa.
Temporada 2019/2020
La UD. Tacuense es uno de los clasificados para jugar la temporada 2019/2020 en la Primera División B del fútbol femenino. Una liga creada en 2018 por la Real Federación de Fútbol español y en la que el conjunto lagunero queda encuadrado en el grupo sur junto a otros 3 equipos canarios que juegan esta nueva competición.

## Recorrido e hitos destacados de la cantera

### Temporada 2018/2019
Participación en el Campeonato de la Copa de Campeonas
En mayo de 2019 varias jugadoras del UD Tacuense participan en el https://www.rfef.es/noticias/En-directo-el-campeonato-copa-campeonas (enlace roto disponible en Internet Archive; véase el historial, la primera versión y la última). representando al UD Granadilla como equipo de la Liga Iberdrola en categoría Sub-13 disputado en la Ciudad del Fútbol en Madrid. Al carecer de cantera de base la escuadra sureña, el equipo se conformó por jugadoras de varios equipos de Canarias como la EUD LasPalmas Llamoro, U.D. Andenes, EFB Tegueste, CD. El Lomo, EMF Guía de Isora, EMF Candelaria, Atlético GraCanaria y UDTacuense. El torneo, al margen de los resultados sirvió como gran experiencia para las jugadoras que participaron y que les dio la oportunidad de conocer las instalaciones de la Ciudad del Fútbol y compartir vivencias con el resto de jugadoras de los equipos presentes. El ganador del torneo fue el Levante UD al vencer en la tanda de los penaltis al FC Barcelona.
Participación en el Campeonato de España Autonómico
Como cada año, se celebró el Campeonato de España de Selecciones Autonómicas Sub-12. Este año fue celebrado en Mislata (Valencia) del 30 de abril al 3 de mayo de 2019. Las jugadoras del equipo del Alevín A del UD Tacuense, Natalia, Adara y Nayeli, fueron convocadas con la Selección de Canarias sub-12 contando con minutos de participación en el torneo. Los videos de todos los partidos de las selecciones autonómicas fueron retransmitidos potenciando la cobertura mediática del campeonato y fomentando la visibilidad del fútbol femenino de base. La comunidad Andaluza resultó la vencedora de la presente edición.
Tacuense B y Tacuense C, campeonas de liga y ascenso
Los equipos del Tacuense B y Tacuense C resultaron vencedores de sendos campeonatos de liga. El Tacuese B logró ascender de manera matemática a la Primera B de la Liga de fútbol femenina logrando un hito más para el club azulón.
La jugadora Lidia Riveiro convocada con la Selección Española Sub-16
La jugadora centrocampìsta de la U.D. Tacuense Lidia Riveiro Cacabelos fue convocada a su primera convocatoria con la selección española para el Torneo Internacional de Montaigu celebrado en Francia en abril de 2019. La jugadora de la escuadra de Taco participó con la "roja" enfrentándose a selecciones como China, Corea del Norte y Francia teniendo minutos en cada uno de los partidos poniendo de manifiesto el buen hacer de la jugadora en el club del U.D Tacuense.

## Datos del club
- Temporadas en 1.ª: 1
- Temporadas en 2.ª: 15
- Temporadas en Regional: 0